# Cicer incisum
Cicer incisum är en ärtväxtart som först beskrevs av Carl Ludwig von Willdenow, och fick sitt nu gällande namn av K.Maly. Cicer incisum ingår i släktet kikärter, och familjen ärtväxter. Inga underarter finns listade i Catalogue of Life.